# Жуково (Усть-Долысская волость)
Жуково — деревня в Невельском районе Псковской области России. Входит в состав Усть-Долысской волости.

## География
Расположена на южном прибрежье озера Островно, в 2 км к востоку от волостного центра, деревни Усть-Долыссы.

## Население
| 2001 | 2002 | 2010 |
| ---- | ---- | ---- |
| 13   | ↗21  | ↗23  |

Численность населения деревни по оценке на начало 2001 года составляла 13 человек.